# Алекс Иуоби
Алекс Иуоби (на английски: Alex Iwobi; роден на 3 май 1996 г. в Лагос) е нигерийски футболист, играе като крило или нападател, и се състезава за английския Фулъм.

## Клубна кариера

### Арсенал

#### Ранна кариера
Иуоби преминава в школата на английския гранд Арсенал още докато е в начално училище. Първатa му повиквателнa за първия отбор на Арсенал са за турнира Карлинг Къп, където остава неизползвана резерва срещу Уест Бромич Албиън на 25 септември 2013 година.

#### Сезон 2015/16
На 27 октомври 2015 година записва своя дебют за първия отбор на Арсенал в мач от турнира за Купата на лигата срещу Шефилд Уензди. Четири дни по-късно прави своя дебют във Висшата английска лига, заменяйки в добавеното време Месут Йозил при победата с 3-0 като гост на Суонзи Сити на Либърти Стейдиъм.
Иуоби прави своя дебют в турнира Шампионска лига при загубата с 5-1 от Байерн Мюнхен.
Зашова като титуляр мачовете за ФА Къп срещу Съндърланд и Бърнли, и двата мача завършили с домакински победи.
След това записва и първия си мач в Шампионска лига като титуляр при загубата като гост с 3-1 от испанския Барселона.
Алекс записва гол в първия си мач като титуляр във Висшата лига при победата с 2-0 като гост над Евертън. Във втория си мач като титуляр в същия турнир Иуоби записва и своя втори гол при домакинската победа с 4-0 над Уотфорд.
На 5 април 2016 година Иуоби подписва нов 5-годишен договор с Арсенал.

## Национален отбор
След като играе в юношеските формации на Англия, Иуоби приема повиквателна за националния отбор на Нигерия. На 5 октомври 2015 година прави своя дебют за тима, заменяйки Ахмед Муса в 57-ата минута при загубата в контролна среща срещу Демократична република Конго във Визе, Белгия.

## Личен живот
Иуоби е роден в столицата на Нигерия Лагос, но се мести в Англия на четири години. Алекс е племенник на нигерийската футболна звезда от близкото минало Джей-Джей Окоча.